# Campeonato Baiano de Futebol Sub-20
O Campeonato Baiano de Futebol Sub-20, mais comumente conhecido como Baianão Sub-20 e também conhecido oficialmente como Campeonato Baiano de Futebol de Juniores, é uma competição esportiva baiana entre clubes de futebol do estado da Bahia, com jogadores até 20 anos. Organizado pela Federação Bahiana de Futebol, tendo sua primeira edição em 1927 e vencida pelo Ypiranga, é um dos campeonatos estaduais de Sub-20, mais antigos do Brasil. É por meio dela que é indicado o representante baiano para a Copa do Brasil de Futebol Sub-20.
Ao longo de seus 94 anos, o Esporte Clube Bahia é o maior detentor de títulos na história da competição. O Tricolor de Aço, como é conhecido, possui 23 conquistas no Sub-20 e tendo o Esporte Clube Vitória, como segundo maior detentor na competição, totalizando 16 conquistas.

## Campeões
| Edição  | Ano     | Campeão                                                                                 | Vice-campeão                                                                            | Terceiro colocado                                                                       | Quarto colocado                                                                         |
| ------- | ------- | --------------------------------------------------------------------------------------- | --------------------------------------------------------------------------------------- | --------------------------------------------------------------------------------------- | --------------------------------------------------------------------------------------- |
| 1ª      | 1927    | Ypiranga (1)                                                                            | Desconhecido                                                                            | Desconhecido                                                                            | Desconhecido                                                                            |
| 2ª      | 1928    | Ypiranga (2)                                                                            | Desconhecido                                                                            | Desconhecido                                                                            | Desconhecido                                                                            |
| 3ª      | 1929    | Ypiranga (3)                                                                            | Desconhecido                                                                            | Desconhecido                                                                            | Desconhecido                                                                            |
| 4ª      | 1930    | Ypiranga (4)                                                                            | Desconhecido                                                                            | Desconhecido                                                                            | Desconhecido                                                                            |
| 1931-79 | 1931-79 | Torneios não disputados(1)                                                              | Torneios não disputados(1)                                                              | Torneios não disputados(1)                                                              | Torneios não disputados(1)                                                              |
| 5ª      | 1980    | Vitória (1)                                                                             | Desconhecido                                                                            | Desconhecido                                                                            | Desconhecido                                                                            |
| 6ª      | 1981    | Vitória (2)                                                                             | Desconhecido                                                                            | Desconhecido                                                                            | Desconhecido                                                                            |
| 7ª      | 1982    | Atlético de Alagoinhas (1)                                                              | Desconhecido                                                                            | Desconhecido                                                                            | Desconhecido                                                                            |
| 1983-84 | 1983-84 | Torneios não disputados(1)                                                              | Torneios não disputados(1)                                                              | Torneios não disputados(1)                                                              | Torneios não disputados(1)                                                              |
| 8ª      | 1985    | Bahia (1)                                                                               | Desconhecido                                                                            | Desconhecido                                                                            | Desconhecido                                                                            |
| 9ª      | 1986    | Bahia (2)                                                                               | Desconhecido                                                                            | Desconhecido                                                                            | Desconhecido                                                                            |
| 10ª     | 1987    | Bahia (3)                                                                               | Desconhecido                                                                            | Desconhecido                                                                            | Desconhecido                                                                            |
| 11ª     | 1988    | Bahia (4)                                                                               | Desconhecido                                                                            | Desconhecido                                                                            | Desconhecido                                                                            |
| 12ª     | 1989    | Bahia (5)                                                                               | Desconhecido                                                                            | Desconhecido                                                                            | Desconhecido                                                                            |
| 13ª     | 1990    | Bahia (6)                                                                               | Desconhecido                                                                            | Desconhecido                                                                            | Desconhecido                                                                            |
| 14ª     | 1991    | Bahia (7)                                                                               | Desconhecido                                                                            | Desconhecido                                                                            | Desconhecido                                                                            |
| 15ª     | 1992    | Bahia (8)                                                                               | Desconhecido                                                                            | Desconhecido                                                                            | Desconhecido                                                                            |
| 16ª     | 1993    | Bahia (9)                                                                               | Desconhecido                                                                            | Desconhecido                                                                            | Desconhecido                                                                            |
| 17ª     | 1994    | Vitória (3)                                                                             | Desconhecido                                                                            | Desconhecido                                                                            | Desconhecido                                                                            |
| 18ª     | 1995    | Vitória (4)                                                                             | Desconhecido                                                                            | Desconhecido                                                                            | Desconhecido                                                                            |
| 1996-97 | 1996-97 | Torneios não disputados(1)                                                              | Torneios não disputados(1)                                                              | Torneios não disputados(1)                                                              | Torneios não disputados(1)                                                              |
| 19ª     | 1998    | Vitória (5)                                                                             | Desconhecido                                                                            | Desconhecido                                                                            | Desconhecido                                                                            |
| 20ª     | 1999    | Vitória (6)                                                                             | Bahia                                                                                   | Galícia                                                                                 | Cruzeiro-BA                                                                             |
| 21ª     | 2000    | Vitória (7)                                                                             | Desconhecido                                                                            | Desconhecido                                                                            | Desconhecido                                                                            |
| 22ª     | 2001    | Bahia (10)                                                                              | Vitória                                                                                 | Fluminense de Feira                                                                     | Juazeiro                                                                                |
| 23ª     | 2002    | Vitória (8)                                                                             | Desconhecido                                                                            | Desconhecido                                                                            | Desconhecido                                                                            |
| 24ª     | 2003    | Bahia (11)                                                                              | Vitória                                                                                 | Itabuna                                                                                 | Catuense                                                                                |
| 25ª     | 2004    | Bahia (12)                                                                              | Vitória                                                                                 | Itabuna                                                                                 | Colo Colo                                                                               |
| 26ª     | 2005    | Bahia (13)                                                                              | Desconhecido                                                                            | Desconhecido                                                                            | Desconhecido                                                                            |
| 27ª     | 2006    | Vitória(2) (9)                                                                          | Bahia                                                                                   | Juazeiro                                                                                | Poções                                                                                  |
| 28ª     | 2007    | Bahia (14)                                                                              | Desconhecido                                                                            | Desconhecido                                                                            | Desconhecido                                                                            |
| 29ª     | 2008    | Vitória (10)                                                                            | Desconhecido                                                                            | Desconhecido                                                                            | Desconhecido                                                                            |
| 30ª     | 2009    | Vitória (11)                                                                            | Fluminense de Feira                                                                     | Desconhecido                                                                            | Desconhecido                                                                            |
| 31ª     | 2010    | Bahia (15)                                                                              | Itabuna                                                                                 | Desconhecido                                                                            | Desconhecido                                                                            |
| 32ª     | 2011    | Vitória (12)                                                                            | Bahia                                                                                   | Desconhecido                                                                            | Desconhecido                                                                            |
| 33ª     | 2012    | Vitória (13)                                                                            | Bahia                                                                                   | Desconhecido                                                                            | Desconhecido                                                                            |
| 34ª     | 2013    | Vitória (14)                                                                            | Bahia                                                                                   | Desconhecido                                                                            | Desconhecido                                                                            |
| 35ª     | 2014    | Bahia (16)                                                                              | Vitória                                                                                 | Desconhecido                                                                            | Desconhecido                                                                            |
| 36ª     | 2015    | Vitória (15)                                                                            | Bahia                                                                                   | Serrano-BA                                                                              | Juazeirense                                                                             |
| 37ª     | 2016    | Bahia (17)                                                                              | Vitória                                                                                 | Desconhecido                                                                            | Desconhecido                                                                            |
| 38ª     | 2017    | Vitória (16)                                                                            | Atlântico                                                                               | Desconhecido                                                                            | Desconhecido                                                                            |
| 39ª     | 2018    | Bahia (18)                                                                              | Vitória                                                                                 | Atlântico                                                                               | Vitória da Conquista                                                                    |
| 40ª     | 2019    | Bahia (19)                                                                              | Canaã                                                                                   | Vitória                                                                                 | Vitória da Conquista                                                                    |
| 2020    | 2020    | Campeonato cancelado, devido a pandemia de COVID-19 e sendo adiado para o ano seguinte. | Campeonato cancelado, devido a pandemia de COVID-19 e sendo adiado para o ano seguinte. | Campeonato cancelado, devido a pandemia de COVID-19 e sendo adiado para o ano seguinte. | Campeonato cancelado, devido a pandemia de COVID-19 e sendo adiado para o ano seguinte. |
| 41ª     | 2021    | Bahia (20)                                                                              | Vitória                                                                                 | Jacuipense                                                                              | Camaçariense                                                                            |
| 42ª     | 2022    | Bahia (21)                                                                              | Vitória                                                                                 | Vitória da Conquista                                                                    | Juazeirense                                                                             |
| 43ª     | 2023    | Bahia (22)                                                                              | Jacuipense                                                                              | Vitória                                                                                 | Conquista                                                                               |
| 44ª     | 2024    | Bahia (23)                                                                              | Vitória                                                                                 | Estrela de Março                                                                        | Vitória da Conquista                                                                    |

Observações:

### Títulos
A seguir, uma lista de  campeões estaduais Sub-20 por clubes.

#### Por clube
| Clube                               | Campeão | Anos do Títulos | Vice | Anos dos Vices                                       |
| ----------------------------------- | ------- | --- | ---- | ---------------------------------------------------- |
| Bahia (Salvador)                    | 23      | 1985, 1986, 1987, 1988, 1989, 1990, 1991, 1992, 1993, 2001, 2003, 2004, 2005, 2007, 2010, 2014, 2016, 2018, 2019, 2021, 2022, 2023, 2024 | 7    | 1999, 2006, 2011, 2012, 2012, 2013, 2015             |
| Vitória (Salvador)                  | 16      | 1980, 1981, 1994, 1995, 1998, 1999, 2000, 2002, 2006, 2008, 2009, 2011, 2012, 2013, 2015, 2017                                           | 9    | 2001, 2003, 2004, 2014, 2016, 2018, 2021, 2022, 2024 |
| Ypiranga (Salvador)                 | 4       | 1927, 1928, 1929, 1930 | 0    |                                                      |
| Atlético de Alagoinhas (Alagoinhas) | 1       | 1982 | 0    |                                                      |

#### Por cidade
| Cidade     | Títulos (#) | Vices (#) |
| ---------- | ----------- | --------- |
| Salvador   | 43 (03)     | 16 (02)   |
| Alagoinhas | 01 (01)     | 0         |

## Estatísticas

### Campeões consecutivos
Eneacampeonato
- Bahia — 1 vez (1985-86-87-88-89-90-91-92-93)

Hexacampeonato
- Bahia — 1 vezes (2018-19-21-22-23-24)*

Apesar de um intervalo, de 2020, conta-se a sequência.
Pentacampeonato
- Vitória — 1 vez (1994-95-98-99-00)*

Apesar de um intervalo, de 1996-1997, conta-se a sequência.
Tetracampeonato
- Ypiranga-BA — 1 vez (1927-28-29-30)

Tricampeonatos
- Bahia — 1 vez (2003-04-05)
- Vitória — 1 vez (2011-12-13)

Bicampeonatos
- Vitória — 2 vezes (1980-81, 2008-09)

### Campeões das décadas
Década de 1920
- Ypiranga-BA, com 3 títulos (1927-28-29)

Década de 1930
- Ypiranga-BA, com 1 título (1930)

Década de 1980
- Bahia, com 5 títulos (1985-86-87-88-89)

Década de 1990
- Bahia, com 4 títulos (1990-91-92-93)
- Vitória, com 4 títulos (1994-95-98-99)

Década de 2000
- Bahia, com 5 títulos (2001-03-04-05-07)
- Vitória, com 5 títulos (2000-02-06-08-09)

Década de 2010
- Bahia, com 5 títulos (2010-14-16-18-19)
- Vitória, com 5 títulos (2011-12-13-15-17)

Década de 2020*
- Bahia, com 4 títulos (2021-22-23-24)

Em andamento.